# Wandsbek (districte)
|  | Per a altres significats, vegeu «Wandsbek». |

El Districte de Wandsbek és un bezirk, una divisió administrativa típica de l'estat federal alemany d'Hamburg. Al 31 d'octubre de 2010 tenia 414.281 habitants. Té 18 barris o Stadtteile.

## Història

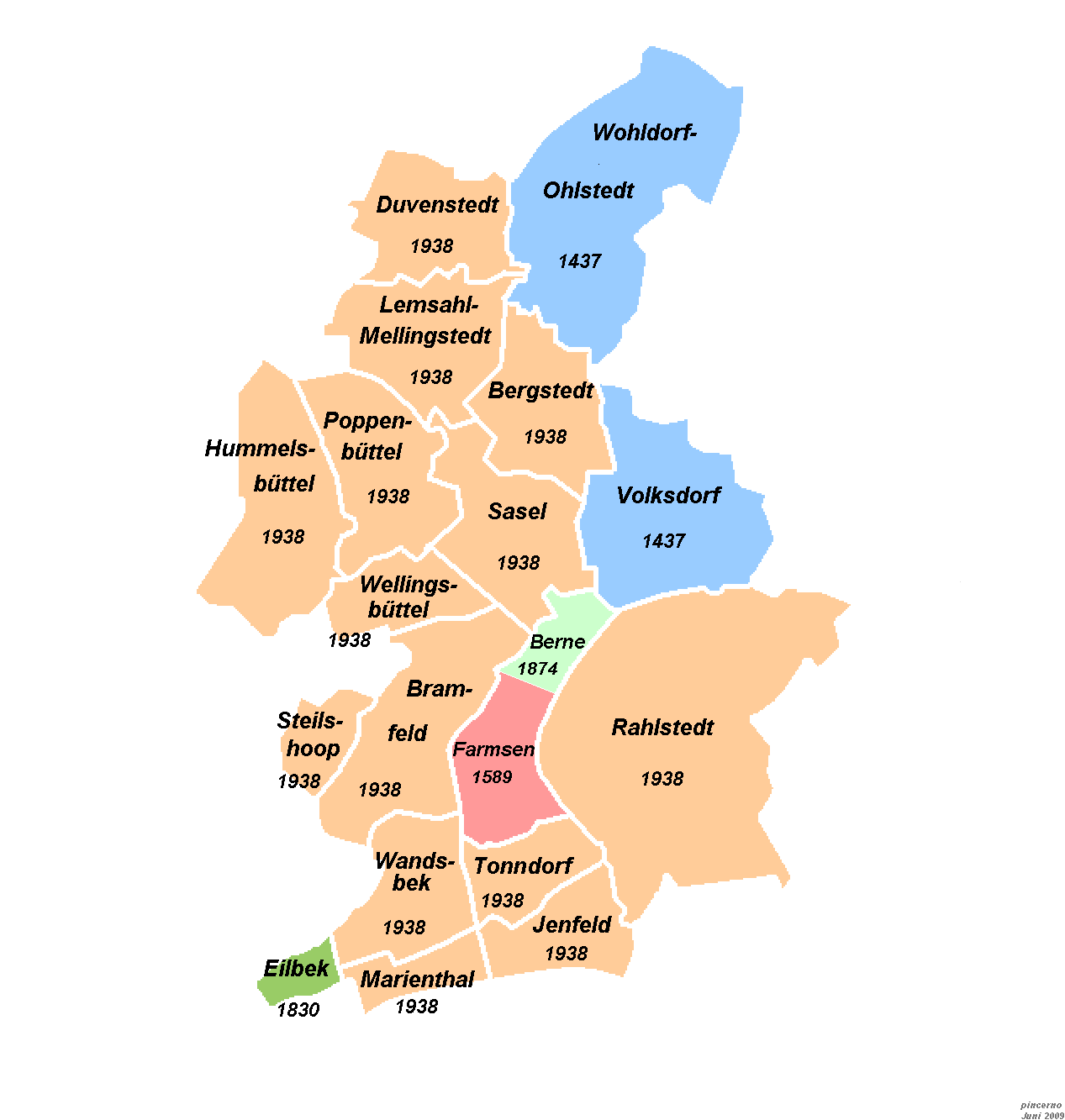
Data de la transferència vers el territori d'Hamburg dels barris de Wandsbek

Només els Walddörfer (pobles del bosc) Wohldorf-Ohlstedt (1437), Volksdorf (1437) i Farmsen són antigues possessions de la ciutat hanseàtica. La resta del territori pertanyia successivament al comtat de Stormarn, més tard integrat al ducat de Holstein i després de la reorganització administrativa alemanya del segle xix al districte de Stormarn. Tret del nucli d'Eilbek que esdevingué hamburguès el 1830, tots els altres barris holsteinesos van ajuntar-se al territori d'Hamburg sota el règim nazi després de la llei de l'àrea metropolitana d'Hamburg (Groß-Hamburg-Gesetz) del 1937. El districte va crear-se el 1949.

## Barris
| Barri                | Superfície km² | habitants (2008) | Situació a l'aglomeració                          |
| -------------------- | -------------- | ---------------- | ------------------------------------------------- |
| Bergstedt            | 7,1 km²        | 9.568            | Fitxer:Lage von Hamburg-Bergstedt                 |
| Bramfeld             | 10,1 km²       | 50.397           | Fitxer:Lage von Hamburg-Bramfeld                  |
| Duvenstedt           | 6,8 km²        | 6.238            | Fitxer:Lage von Hamburg-Duvenstedt                |
| Eilbek               | 1,7 km²        | 20.374           | Fitxer:Lage von Hamburg-Eilbek                    |
| Farmsen-Berne        | 8,3 km²        | 33.501           | Fitxer:Lage von Hamburg-Farmsen-Berne             |
| Hummelsbüttel        | 9,2 km²        | 17.043           | Fitxer:Lage von Hamburg-Hummelsbüttel             |
| Jenfeld              | 5,0 km²        | 25.264           | Fitxer:Lage von Hamburg-Jenfeld                   |
| Lemsahl-Mellingstedt | 7,90 km²       | 6.530            | Fitxer:Lage von Lemsahl-Mellingstedt              |
| Marienthal           | 3,3 km²        | 11.771           | Fitxer:Lage von Hamburg-Marienthal                |
| Poppenbüttel         | 8,1 km²        | 22.675           | Fitxer:Lage von Hamburg-Poppenbüttel              |
| Rahlstedt            | 26,6 km²       | 86.894           | Fitxer:Lage von Hamburg-Rahlstedt                 |
| Sasel                | 8,4 km²        | 22.574           | Fitxer:Lage von Hamburg-Sasel                     |
| Steilshoop           | 2,5 km²        | 19.418           | Fitxer:Lage von Hamburg-Steilshoop                |
| Tonndorf             | 3,9 km²        | 12.824           | Fitxer:Lage von Hamburg-Tonndorf                  |
| Volksdorf            | 11,6 km²       | 19.893           | Fitxer:Lage von Hamburg-Volksdorf                 |
| Wandsbek             | 6,0 km²        | 32.544           | Fitxer:Lage von Hamburg-Wandsbek                  |
| Wellingsbüttel       | 4,1 km²        | 10.524           | Fitxer:Lage von Hamburg-Wellingsbüttel            |
| Wohldorf-Ohlstedt    | 17,3 km²       | 4.419            | Fitxer:Pincerno - Wohldorf-Ohlstedt - 11-2008.PNG |

## Enllaços i referències
- Per a les competències d'un bezirk o districte hamburguès, vegeu el lema Bezirk (Hamburg)
- Web oficial del bezirk al web de l'estat d'Hamburg (alemany)
- Descripció de l'organització administrativa del Bezirk Wandsbek Arxivat 2011-04-08 a Wayback Machine. (alemany)

1. ↑  Die Bevölkerungsentwicklung in Hamburg und Schleswig-Holstein im 3. Vierteljahr 2010,  Statistisches Amt für Hamburg und Schleswig-Holstein, 31 d'octubre de 2010 (traducció: Evolució de la poblacio a Hamburg i Slesvig-Holstein
2. ↑  Statistisches Amt für Hamburg und Schleswig-Holstein